# Novios 68
Novios 68 es una película española de comedia romántica dirigida por Pedro Lazaga en 1967.

## Sinopsis
La cinta narra las peripecias y desventuras que entrañan los preparativos de una boda para cinco parejas de novios de diferentes clases sociales y muy diversas personalidades: Emilio, enamoradizo por naturaleza que mantiene relaciones con tres muchachas Gela, Teresa y Susana; Federico, que conoce al provocar un accidente de tráfico a la que puede ser la mujer de su vida; Pepe y Lolita, que deben adelantar sus planes de boda por los imprevistos propios de la pasión desenfrenada; y Saturnino, absolutamente dominado por Lucía.

## Reparto
- Arturo Fernández ... Emilio Contreras
- Sonia Bruno ... Gela
- José Luis López Vázquez ... Marcelino
- Teresa Gimpera ... Julia
- Alfredo Landa ... Pepe García Moratillo
- Irán Eory ... Teresa
- Juanjo Menéndez ... Federico Palau Figueras
- María José Goyanes ... Lolita
- Juan Luis Galiardo ... Antonio
- Paca Gabaldón ... Susana
- José Sacristán ... Saturnino
- Diana Lorys ... Conchita
- Gracita Morales ... Lucía
- Milagros Leal
- Pedro Porcel ... Don Felipe
- Margot Cottens
- Mari Carmen Prendes ... Madre de Gela y Lolita
- Rafaela Aparicio
- Erasmo Pascual
- Luis Barbero
- Fernando Sánchez Polack
- Alfonso del Real
- Miguel Armario
- María Jesús Hoyos

## Localizaciones
Se centra la película en la ciudad y proximidades de Madrid, apareciendo , entre otras cosas interesantes, la piscina del edificio España, la antigua estación del Norte, el estadio de Chamartín, la calle de San Francisco de Sales, la cuesta de las perdices en la carretera nacional 6 , además de la iglesia de los carmelitas en la plaza de España.
- Datos: Q6046040